# 17681 Твідлідум
17681 Тві́длідум (17681 Tweedledum) — астероїд головного поясу, відкритий 6 січня 1997 року.
Тіссеранів параметр щодо Юпітера — 3,929.
Названо на честь персонажа книжки Аліса в Задзеркаллі Льюїса Керрола.